# Argirolobi
Argirolobi (Argyrolobium) és un gènere de plantes angiospermes de la família de les fabàcies.
Té unes 80 espècies la majoria de l'Àfrica del Sud, algunes de la regió Mediterrània i de les terres poc plujoses veïnes.
L'única espècie d'aquest gènere autòctona als Països catalans és Argyrolobium zanonii (citís de Montalegre).

## Taxonomia
Dins d'aquest gènere es reconeixen les següents espècies:
- Argyrolobium aciculare Dümmer
- Argyrolobium aegacanthoides (Vved.) Moteetee
- Argyrolobium aequinoctiale Welw. ex Baker
- Argyrolobium amplexicaule (E.Mey.) Dümmer
- Argyrolobium angustissimum (E.Mey.) T.J.Edwards
- Argyrolobium arabicum (Decne.) Jaub. & Spach
- Argyrolobium argenteum (Jacq.) Eckl. & Zeyh.
- Argyrolobium armindae Marrero Rodr.
- Argyrolobium ascendens (E.Mey.) Walp.
- Argyrolobium baptisioides (E.Mey.) Walp.
- Argyrolobium barbatum (Meisn.) Walp.
- Argyrolobium barikotense Rech.f.
- Argyrolobium biebersteinii P.W.Ball
- Argyrolobium campicola Harms
- Argyrolobium candicans Eckl. & Zeyh.
- Argyrolobium catatii (Drake) A.G.Peltier
- Argyrolobium collinum Eckl. & Zeyh.
- Argyrolobium confertum Polhill
- Argyrolobium crassifolium (E.Mey.) Eckl. & Zeyh.
- Argyrolobium crinitum (E.Mey.) Walp.
- Argyrolobium crotalarioides Jaub. & Spach
- Argyrolobium dimidiatum Schinz
- Argyrolobium eylesii Baker f.
- Argyrolobium filifolia (Pers.) ined.
- Argyrolobium fischeri Taub.
- Argyrolobium flaccidum Jaub. & Spach
- Argyrolobium friesianum Harms
- Argyrolobium frutescens Burtt Davy
- Argyrolobium harmsianum Schltr. ex Harms
- Argyrolobium harveyanum Oliv.
- Argyrolobium humile E.Phillips
- Argyrolobium incanum Eckl. & Zeyh.
- Argyrolobium itremoense Du Puy & Labat
- Argyrolobium longifolium (Meisn.) Walp.
- Argyrolobium lotoides Harv.
- Argyrolobium lunare (L.) Druce
- Argyrolobium macrophyllum Harms
- Argyrolobium marginatum Bolus
- Argyrolobium megarhizum Bolus
- Argyrolobium microphyllum Ball
- Argyrolobium molle Eckl. & Zeyh.
- Argyrolobium mucilagineum Blatt.
- Argyrolobium muddii Dümmer
- Argyrolobium nigrescens Dümmer
- Argyrolobium pachyphyllum Schltr.
- Argyrolobium parviflorum T.J.Edwards
- Argyrolobium pauciflorum Eckl. & Zeyh.
- Argyrolobium pedunculare Benth.
- Argyrolobium petiolare (E.Mey.) Steud.
- Argyrolobium polyphyllum Eckl. & Zeyh.
- Argyrolobium prilipkoanum Grossh.
- Argyrolobium pseudotuberosum T.J.Edwards
- Argyrolobium pulvinatum Rech.f.
- Argyrolobium pumilum Eckl. & Zeyh.
- Argyrolobium purpurascens Blatt.
- Argyrolobium ramosissimum Baker
- Argyrolobium rarum Dümmer
- Argyrolobium robustum T.J.Edwards
- Argyrolobium roseum (Cambess.) Jaub. & Spach
- Argyrolobium rotundifolium T.J.Edwards
- Argyrolobium rupestre (E.Mey.) Walp.
- Argyrolobium saharae Pomel
- Argyrolobium schimperianum Hochst.
- Argyrolobium sericosemium Harms
- Argyrolobium speciosum Eckl. & Zeyh.
- Argyrolobium splendens (Meisn.) Walp.
- Argyrolobium stenophyllum Boiss.
- Argyrolobium stipulaceum Eckl. & Zeyh.
- Argyrolobium stolzii Harms
- Argyrolobium strigosum Blatt.
- Argyrolobium tomentosum (Andrews) Druce
- Argyrolobium tortum Suess.
- Argyrolobium transvaalense Schinz
- Argyrolobium trifoliatum (Thunb.) Druce
- Argyrolobium tuberosum Eckl. & Zeyh.
- Argyrolobium uniflorum (Decne.) Jaub. & Spach
- Argyrolobium vaginiferum Harms
- Argyrolobium velutinum Eckl. & Zeyh.
- Argyrolobium wilmsii Harms
- Argyrolobium zanonii (Turra) P.W.Ball - citís de Montalegre[4]